# Paderborn Hauptbahnhof

Der Paderborner Hauptbahnhof ist der wichtigste Bahnhof der Stadt Paderborn. Er liegt an der Bahnstrecke Hamm–Warburg, einem Teil der Mitte-Deutschland-Verbindung von Köln bzw. Düsseldorf nach Thüringen und Sachsen. In Paderborn zweigt eine Nebenbahn nach Bielefeld-Brackwede ab.

## Geschichte

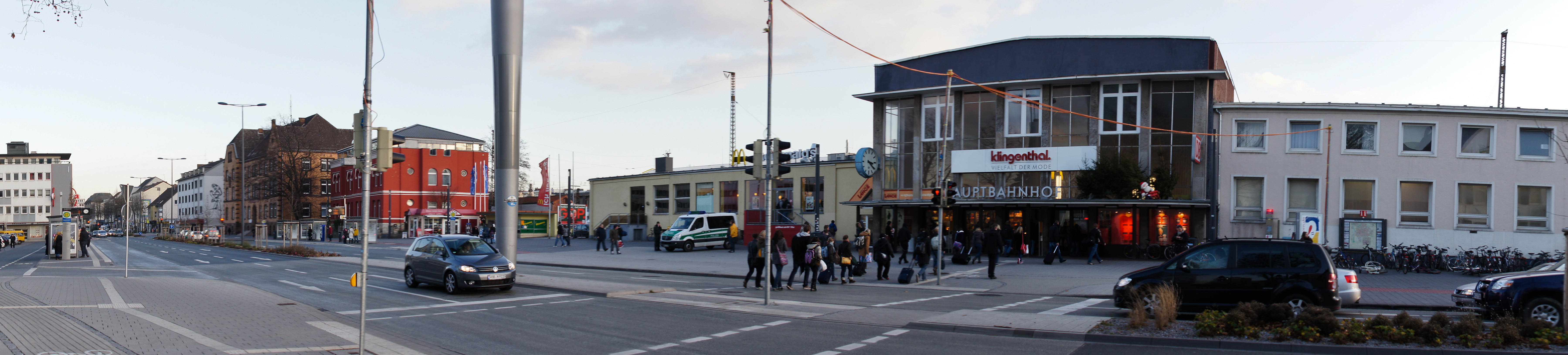
Die Front mit neuem Vorplatz im Dezember 2011

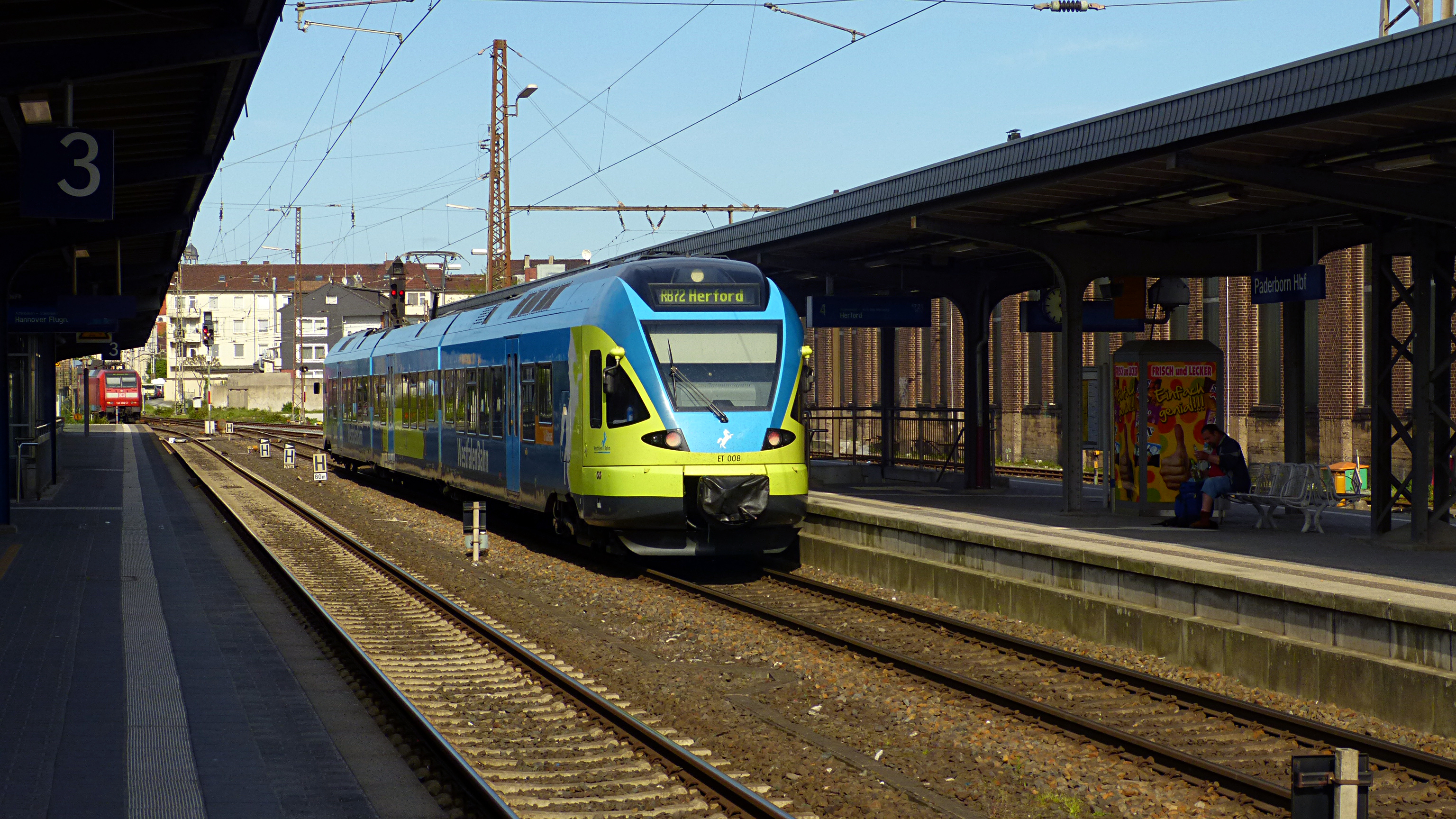
RB72 nach Herford auf Gleis 4

Die Hauptbahn wurde zwischen Hamm und Paderborn am 1. Oktober 1850 von der Königlich-Westfälischen Eisenbahn-Gesellschaft eröffnet. Die Weiterführung nach Warburg erfolgte 1853. Die Strecke nach Brackwede kam im Juli 1902 hinzu. Eine weitere Nebenbahn wurde 1899 in Richtung Büren eröffnet (Almetalbahn). Diese Strecke wurde 1981 stillgelegt. In jüngster Zeit gab es Überlegungen, die Strecke zu reaktivieren und damit den Flughafen Paderborn/Lippstadt besser anzubinden. Außerdem wurden bis zur Stadtgrenze Paderborns neue Gleise gelegt. Noch eine Nebenbahn wurde 1906 Richtung Bad Lippspringe gebaut; sie zweigt beim Bahnhof Paderborn Nord ab. 1965 wurde sie für den Personenverkehr stillgelegt und wird nur noch von den Benteler-Werken genutzt.
Nahe dem Paderborner Hauptbahnhof wurden im Dezember 1970 25.000 Kilometer Gleise der damaligen Deutschen Bundesbahn elektrifiziert. Eine Gedenktafel im Bahnhofsgebäude erinnert an diesen Meilenstein.
Ab Sommer 1973 versuchte die DB, das erfolgreiche IC-Netz mit Nebenlinien zu ergänzen. Zwischen dem Ruhrgebiet und Bebra verkehrten drei Schnellzugpaare des Intercity-Ergänzungssystems (DC). Da jedoch die erhoffte Nachfrage ausblieb, wurde dieser „IC-Zubringerverkehr“ zum Sommer 1976 eingestellt. Im Zusammenhang mit der Schnellfahrstrecke Hannover–Würzburg wurde geplant, die Verbindung Ruhrgebiet–Kassel-Wilhelmshöhe(–München) zu einer regulären IC-Linie auszubauen. Nach 1990 entstand daraus die Mitte-Deutschland-Verbindung mit Zielrichtung Thüringen und Sachsen bzw. Berlin. Teilweise wurden dafür auch ab dem Fahrplanwechsel im Dezember 2002 ICE-Züge eingesetzt. Da die Nachfrage nicht den Erwartungen entsprach, verkehren seit Dezember 2007 über Paderborn nur noch IC-Züge in Richtung Berlin Hbf. Einzelne Angebote des Fernverkehrs, besonders in Randlagen, wurden aus dem Fahrplan gestrichen; das gesamte Fernverkehrsangebot war hier zeitweilig in Frage gestellt.
Zum Fahrplanwechsel 2010/2011 verschwanden die IC zwischen Düsseldorf/Köln und Leipzig/Berlin aus dem örtlichen Zugangebot. Seitdem verkehrten nur noch vier IC-/ICE-Paare über Paderborn Hbf: drei ICE/IC aus dem Ruhrgebiet nach Dresden Hbf, täglich ein ICE nach München, zwei ICE/IC nach Düsseldorf und ein ICE nach Wiesbaden. Am Freitag und Sonntag wurde ein zusätzliches IC-Paar nach Berlin-Gesundbrunnen angeboten. Zum Fahrplanwechsel 2015/2016 wurde das Angebot erneut geändert. Das ICE-Paar Düsseldorf–Dresden entfiel und wurde durch drei bis fünf IC von Köln bzw. Düsseldorf nach Jena, Weimar, Halle (Saale) bzw. Berlin ersetzt, aktuell nur noch zwei Zugpaare von Köln/Düsseldorf nach Gera. Seit März 2016 war geplant, dass die Doppelstock-Intercitys (IC2) mit zwei Zugpaaren pro Tag zwischen Düsseldorf und Weimar über Paderborn verkehren sollten. Der Einsatz wurde aufgrund von technischen Fehlern aber verschoben. Die neuen IC2 können ca. 40 % mehr Fahrgäste befördern als die älteren IC-Wagen. In den nächsten Jahren (bis 2032) will die Deutsche Bahn die IC-Verbindung Düsseldorf–Kassel–Erfurt–Weimar(–Chemnitz) im Rahmen der DB-Fernverkehrsoffensive auf einen Zweistundentakt ausbauen.

### Neubau Bahnhofsgebäude
Es war geplant, nach der Umgestaltung des Bahnhofsumfeldes seitens der Stadt Paderborn in den Jahren 2010–2011 das Bahnhofsgebäude 2012 komplett abzureißen und durch einen Neubau zu ersetzen.
Die Fertigstellung des neuen Bahnhofs, der aus Glas und Beton bestehen und 4,4 Mio. Euro kosten sollte, war für 2013 vorgesehen. Im Juli 2012 wurde bekannt, dass der Termin nicht zu halten ist. Zu diesem Zeitpunkt ging das Bahnhofsmanagement Bielefeld von einer Fertigstellung im Jahr 2015 aus. Neben erweiterter Eingangshalle und Vergrößerung der Geschäftsflächen war auch eine neue Fahrradstation geplant. Die Stadt Paderborn wollte den Neubau mit 1 Mio. Euro bezuschussen.
Das Paderborner Bauunternehmen Bremer AG stellte der Deutschen Bahn in Berlin und der Stadt Paderborn im Februar 2016 eigene Pläne für einen Neubau des Hauptbahnhofs vor. Laut Bremer würde der neue Hauptbahnhof sechs Stockwerke haben, wovon vier für ein neues Business-Hotel genutzt werden sollten. Die Eingangshalle solle zwei Stockwerke haben und ein Reisezentrum besitzen. Neben der Eingangshalle in Richtung Busbahnhof soll die Lobby für das neue Hotel mit geplanten 150 Zimmern und in der anderen Richtung (zur Innenstadt) bahnhofstypische Geschäfte gebaut werden. Vorgesehen waren ein Zeitschriftenladen, eine Bäckerei, ein Fast-Food-Restaurant und ein Drogeriemarkt. Im zweiten Stockwerk sollten u. a. Wartebereiche entstehen. Woher die einzelnen Geldsummen kommen sollen, war im April 2016 noch unklar. Alle Parteien erklärten sich aber verhandlungsbereit. Der neue sechsgeschossige Hauptbahnhof solle 20 Meter hoch werden und ca. 10 Millionen Euro kosten. Angepeilt war eine Fertigstellung zum Ende des Jahres 2022. Aufgrund von Verzögerungen während der Planung wurde mit dem Abriss des alten Gebäudes im Juni 2021 und mit dem Hochbau erst im Jahr 2022 begonnen. Die Geschäfte im Bahnhof wurden während der Bauphase in Containern untergebracht. Im Sommer 2023 sollte der neue Bahnhof fertiggestellt werden. Neben dem Bahnhof sollten zwei zweigeschossige Fahrradparkhäuser entstehen und der Eingang in das Gebäude von einem hohen Kolonnadengang überspannt werden. Bei dem Neubau werde auf Nachhaltigkeit gesetzt, so dass Wärmepumpen und eine Photovoltaikanlage auf dem Dach verbaut wurden. Zudem sollten ab April 2021 alle Gleise (1, 2, 3, 3West, 4, 5) über einen Aufzug verfügen. Der Abschluss des Rohbaus wurde am 29. Juli 2022 im Rahmen eines Richtfestes gefeiert. Der Bezug des Gebäudes sollte Anfang Oktober 2023 beginnen.
Die Eröffnung des Neubaus erfolgte am 30. Januar 2024. In dem neu gestalteten, siebengeschossigen Gebäude ist ein IntercityHotel, weitere Geschäfte und ein ServiceStore DB integriert. Der Mobilitätshub am Paderborner Hauptbahnhof verzögert sich, nachdem Kosteneinsparungen eine Planänderung erforderlich machten. Ursprünglich beinhalteten die Planungen ein Parkhaus mit Auto- und eine dazugehörende Tiefgarage mit Fahrrad-Stellplätzen.

## Verkehrsanbindung
Paderborn wird im Fernverkehr nur noch von einzelnen IC- und ICE-Zügen angefahren. Im Regionalverkehr steuern mehrere RE- und RB-Linien den Hauptbahnhof an. Zudem ist Paderborn Endpunkt der S 5 der S-Bahn Hannover.

### Fernverkehr
| Linie  | Linienverlauf | Takt          |
| ------ | --- | ------------- |
| ICE 41 | München – Nürnberg – Würzburg – Fulda – Kassel-Wilhelmshöhe – Paderborn – Hamm (Westf.) – Dortmund – Duisburg – Düsseldorf (Köln Hbf/Köln Messe/Deutz – Limburg Süd – Darmstadt) | ein Zugpaar   |
| IC 51  | (Köln –) Düsseldorf – Duisburg – Dortmund – Hamm (Westf.) – Paderborn – Kassel-Wilhelmshöhe – Eisenach – Gotha – Erfurt – Weimar – Jena-Göschwitz – Gera                         | zwei Zugpaare |

### Regionalverkehr
| Linie       | Linienverlauf | Takt                                                                                          | Betreiber         |
| ----------- | --- | --------------------------------------------------------------------------------------------- | ----------------- |
| RE 11 (RRX) | Rhein-Hellweg-Express: Kassel-Wilhelmshöhe – Hofgeismar – Warburg (Westf) – Willebadessen – Altenbeken – Paderborn Hbf – Lippstadt – Soest – Hamm (Westf) Hbf – Kamen – Dortmund Hbf – Bochum Hbf – Wattenscheid – Essen Hbf – Mülheim (Ruhr) Hbf – Duisburg Hbf – Düsseldorf Flughafen – Düsseldorf Hbf Abschnitt Düsseldorf–Hamm entfällt aufgrund einer angespannten Personalsituation bis auf einzelne Fahrten. Stand: Februar 2025                                               | 60 min                                                                                        | National Express  |
| RB 72       | Ostwestfalen-Bahn: Herford – Bad Salzuflen – Schötmar – Bad Salzuflen-Sylbach – Lage (Lippe) – Detmold – Horn-Bad Meinberg – Leopoldstal – Steinheim-Sandebeck – Altenbeken – Paderborn Hbf Stand: Fahrplanwechsel Dezember 2021 | 60 min                                                                                        | Eurobahn          |
| RB 74       | Senne-Bahn: Bielefeld Hbf – Bielefeld-Brackwede – Bielefeld-Senne – Bielefeld-Windelsbleiche – Bielefeld-Sennestadt – Schloß Holte – Hövelriege – Hövelhof – Paderborn-Sennelager – Paderborn Schloß Neuhaus – Paderborn Nord – Paderborn Kasseler Tor – Paderborn Hbf Stand: Fahrplanwechsel Dezember 2021 | 60 min 30 min (HVZ)                                                                           | NordWestBahn      |
| RB 84/85    | Egge-Bahn (RB84)/Oberweserbahn (RB85): Paderborn Hbf – Altenbeken – Bad Driburg (Westf) – Brakel (Höxter) – Höxter-Ottbergen (Zugteilung) Linie RB 84: – Höxter-Godelheim – Höxter Rathaus – Höxter-Lüchtringen – Holzminden – Stadtoldendorf – Kreiensen Linie RB 85: – Beverungen-Wehrden – Lauenförde-Beverungen – Bad Karlshafen – Bodenfelde – Vernawahlshausen – Offensen (Kr North) – Adelebsen – Lödingsen – Lenglern – Göttingen (RB85) Stand: Fahrplanwechsel Dezember 2023 | 60 min 120 min (Holzminden–Kreiensen) 120 min (Ottbergen–Göttingen an Wochenenden/Feiertagen) | NordWestBahn      |
| RB 89       | Ems-Börde-Bahn: Münster (Westf) Hbf – Münster-Hiltrup – Rinkerode – Drensteinfurt – Mersch (Westf) – Hamm-Bockum-Hövel – Hamm (Westf) Hbf – Welver – Borgeln – Soest – Bad Sassendorf – Lippstadt – Dedinghausen – Ehringhausen – Geseke – Salzkotten – Scharmede – Paderborn Hbf (– Altenbeken – Willebadessen – Warburg (Westf)) Stand: Fahrplanwechsel Dezember 2023 | 30 min 60 min (Münster–Hamm an Wochenenden/Feiertagen) eine Fahrt Sa/So (Paderborn–Warburg)   | eurobahn          |
| S 5         | Paderborn Hbf – Altenbeken – Steinheim (Westf) – Schieder – Lügde – Bad Pyrmont – Emmerthal – Hameln – Bad Münder (Deister) – Springe – Völksen/Eldagsen – Bennigsen – Holtensen/Linderte – Weetzen – Hannover-Linden/Fischerhof – Hannover Bismarckstraße – Hannover Hbf – Hannover-Nordstadt – Hannover-Ledeburg – Hannover-Vinnhorst – Langenhagen Mitte – Langenhagen Pferdemarkt – Hannover Flughafen Stand: Fahrplanwechsel Juni 2022                                           | 60 min                                                                                        | Transdev Hannover |

### Busverkehr
Der Bahnhof ist ca. 500 m vom Stadtzentrum entfernt. Mit den vor dem Bahnhofsgebäude haltenden PaderSprinter-Buslinien sind die Haltestellen Westerntor und Rathausplatz im Zentrum sowie die meisten Stadtteile erreichbar. Es halten am Hauptbahnhof die Stadtbuslinien 1, 2, 4, 5, 6, 8, 11, 12, 13, 23 und 100. Die Regionalbusse (u. a. nach Delbrück, Hövelhof, Bad Lippspringe, Büren, Lichtenau und Warburg) beginnen am Busbahnhof neben dem Bahnhof.

## Zugang
Sämtliche Bahnsteige sind barrierefrei über Fahrstühle erreichbar.

## Straßenbahn
Die letzte Straßenbahn fuhr in Paderborn am 27. September 1963 vom Hauptbahnhof in den Stadtteil Schloß Neuhaus. Kurz nach der Stilllegung mussten die Gleise neuen Autofahrspuren und dem damaligen Leitbild einer autogerechten Stadt weichen. Auch eine Überlandstraßenbahn bis nach Detmold gab es. Seit der Eröffnung im Jahr 1900 wurde die Straßenbahn elektrisch betrieben und fuhr auf Gleisen mit Meterspur.
Trotz der wachsenden Bedeutung des ÖPNV wird über eine Wiederbelebung des Straßenbahnnetzes in Paderborn bisher (2019) nicht diskutiert.

## Nahverkehrsverbund
Der ÖPNV Paderborns gehört zum Tarifverbund Westfalentarif. Landesweit gilt der der NRW-Tarif, bundesweit der Deutschlandtarif. Ebenfalls berechtigt das Deutschlandticket zur Fahrt mit dem ÖPNV.
Am 4. Januar 2016 wurde neben dem Paderborner Hauptbahnhof die Informationsstelle für Mobilität im Hochstift, die „Mobithek“, eröffnet. Im neuen Gebäude an der Bahnhofstraße befindet sich die Mobithek und der Nahverkehrsverbund Paderborn-Höxter. Die Dachmarke „Fahr mit – Mobil im Hochstift“ ist eine gemeinsame Marke von der Verkehrsservicegesellschaft Paderborn/Höxter und vom Nahverkehrsverbund Paderborn/Höxter und für den Service und die Kundeninformation für den ÖPNV in den Kreisen Paderborn und Höxter zuständig. Da die Einrichtung einer Kundenzentrale im Hauptbahnhof aus Platzmangel nicht realisiert werden konnte, wurde in der Bahnhofstraße 27 ein neues, dreigeschossiges Gebäude gebaut. „Fahr mit“ gehört offiziell der VPH.